# Valkovce
Valkovce (bis 1927 slowakisch „Vaľkovce“; ungarisch Vajkvágása – bis 1907 Valykóc) ist eine Gemeinde im Nordosten der Slowakei mit 206 Einwohnern (Stand 31. Dezember 2024), die im Okres Svidník, einem Kreis des Prešovský kraj, sowie in der traditionellen Landschaft Šariš liegt.

## Geographie

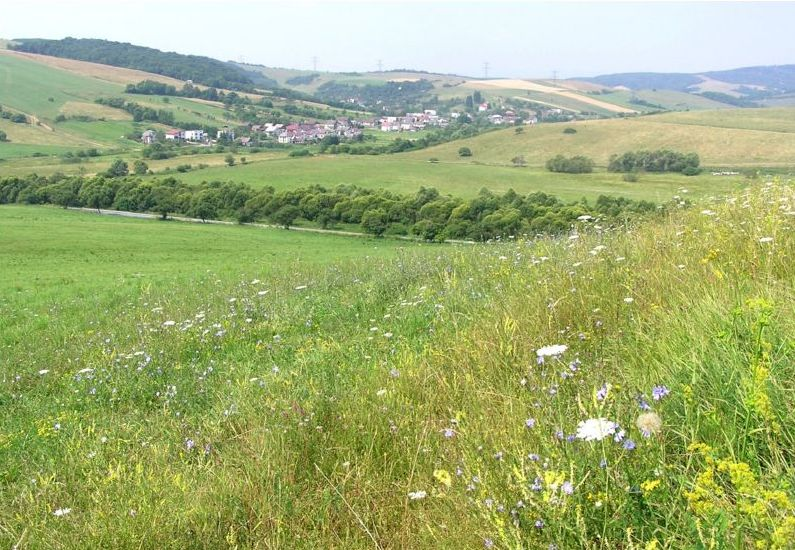
Valkovce

Die Gemeinde befindet sich in den Niederen Beskiden, noch genauer im Bergland Ondavská vrchovina, im Tal des Baches Valkovský potok im Einzugsgebiet der Topľa. Das Ortszentrum liegt auf einer Höhe von 230 m n.m. und ist 10 Kilometer von Giraltovce sowie 22 Kilometer von Svidník entfernt.
Nachbargemeinden sind Okrúhle im Norden und Osten, Soboš im Südosten, Matovce im Süden, Brezov im Südwesten, Lascov im Westen und Štefurov im Nordwesten.

## Geschichte
Valkovce entstand nach 1325 in der Herrschaft von Radoma nach deutschem Recht und wurde zum ersten Mal 1382 als Balkuagasa schriftlich erwähnt, weitere historische Bezeichnungen sind unter anderen Walkwagasa (1449), Walinthwaagasa (1451) und Walkowcze (1773). Der Ort trägt den Namen des Erbrichters Válka. Zur Zeit der Ersterwähnung war das Dorf Besitz des Geschlechts Aba aus Drienov. 1427 wurden 15 Porta verzeichnet, und der Ort lag in der Herrschaft der Burg Kamenica, später gehörten die Ortsgüter den Familien Somosy, Széchy, Szirmay, Tahy und Dessewffy.
1787 hatte die Ortschaft 29 Häuser und 200 Einwohner, 1828 zählte man 40 Häuser und 311 Einwohner, die als Landwirte beschäftigt waren. Von 1850 bis 1890 wanderten Einwohner in verstärktem Maße aus.
Bis 1918 gehörte der im Komitat Sáros liegende Ort zum Königreich Ungarn und kam danach zur Tschechoslowakei beziehungsweise heute Slowakei. Nach dem Zweiten Weltkrieg pendelte ein Teil der Einwohner zur Arbeit in Industriebetriebe in Giraltovce und Svidník.

## Bevölkerung
| Jahr                | 1994 | 2004    | 2014    | 2024    |
| ------------------- | ---- | ------- | ------- | ------- |
| Anzahl der Personen | 231  | 230     | 224     | 206     |
| Unterschied         |      | −0,43 % | −2,60 % | −8,03 % |

| Jahr                | 2023 | 2024    |
| ------------------- | ---- | ------- |
| Anzahl der Personen | 201  | 206     |
| Unterschied         |      | +2,48 % |

Gemäß der Volkszählung 2011 wohnten in Valkovce 231 Einwohner, davon 196 Slowaken, 23 Russinen, zwei Ukrainer sowie jeweils ein Jude, Magyare und Tscheche. Sieben Einwohner machten keine Angabe zur Ethnie.
174 Einwohner bekannten sich zur griechisch-katholischen Kirche, 42 Einwohner zur römisch-katholischen Kirche, vier Einwohner zur orthodoxen Kirche, zwei Einwohner zur Evangelischen Kirche A. B. und ein Einwohner zur jüdischen Gemeinde. Bei acht Einwohnern wurde die Konfession nicht ermittelt.

## Bauwerke
- griechisch-katholische Lukaskirche im Spätbarockstil aus dem Jahr 1750[6]

## Verkehr
Durch Valkovce führt die Cesta III. triedy 3534 („Straße 3. Ordnung“) als Abzweig der Cesta I. triedy 21 („Straße 1. Ordnung“) von Lipníky zur polnischen Grenze bei Vyšný Komárnik, als Teil der E 371.